# Dozulé
Dozulé est une commune française, située dans le département du Calvados en région Normandie, peuplée de 2 279 habitants en 2020.

## Géographie

### Localisation
Dozulé est située dans le pays d'Auge, à une dizaine de kilomètres au sud de Dives-sur-Mer, Houlgate et Cabourg, trois villes situées au bord de la mer de la Manche.
| Cricqueville-en-Auge                | Grangues                       | Angerville         |
| Cricqueville-en-Auge, Putot-en-Auge | Dozulé                         | Saint-Léger-Dubosq |
| Putot-en-Auge                       | Putot-en-Auge, Beuvron-en-Auge | Saint-Jouin        |

### Hydrographie
La commune est située dans le bassin Seine-Normandie. Elle est drainée par l'Ancre, le ruisseau de Saint-Leger Dubosq, un bras de l'Ancre, le fossé 01 de la Grande Fresnaie, le cours d'eau 02 des Landes et un bras de l'Ancre,,.
L'Ancre, d'une longueur de 17 km, prend sa source dans la commune d'Annebault et se jette  dans la Dives à Varaville, après avoir traversé neuf communes. Les caractéristiques hydrologiques de l'Ancre sont données par la station hydrologique située sur la commune de Cricqueville-en-Auge. Le débit moyen mensuel est de 0,462 m3/s. Le débit moyen journalier maximum est de 10 m3/s, atteint lors de la crue du 30 avril 2018. Le débit instantané maximal est quant à lui de 13,3 m3/s, atteint le même jour.

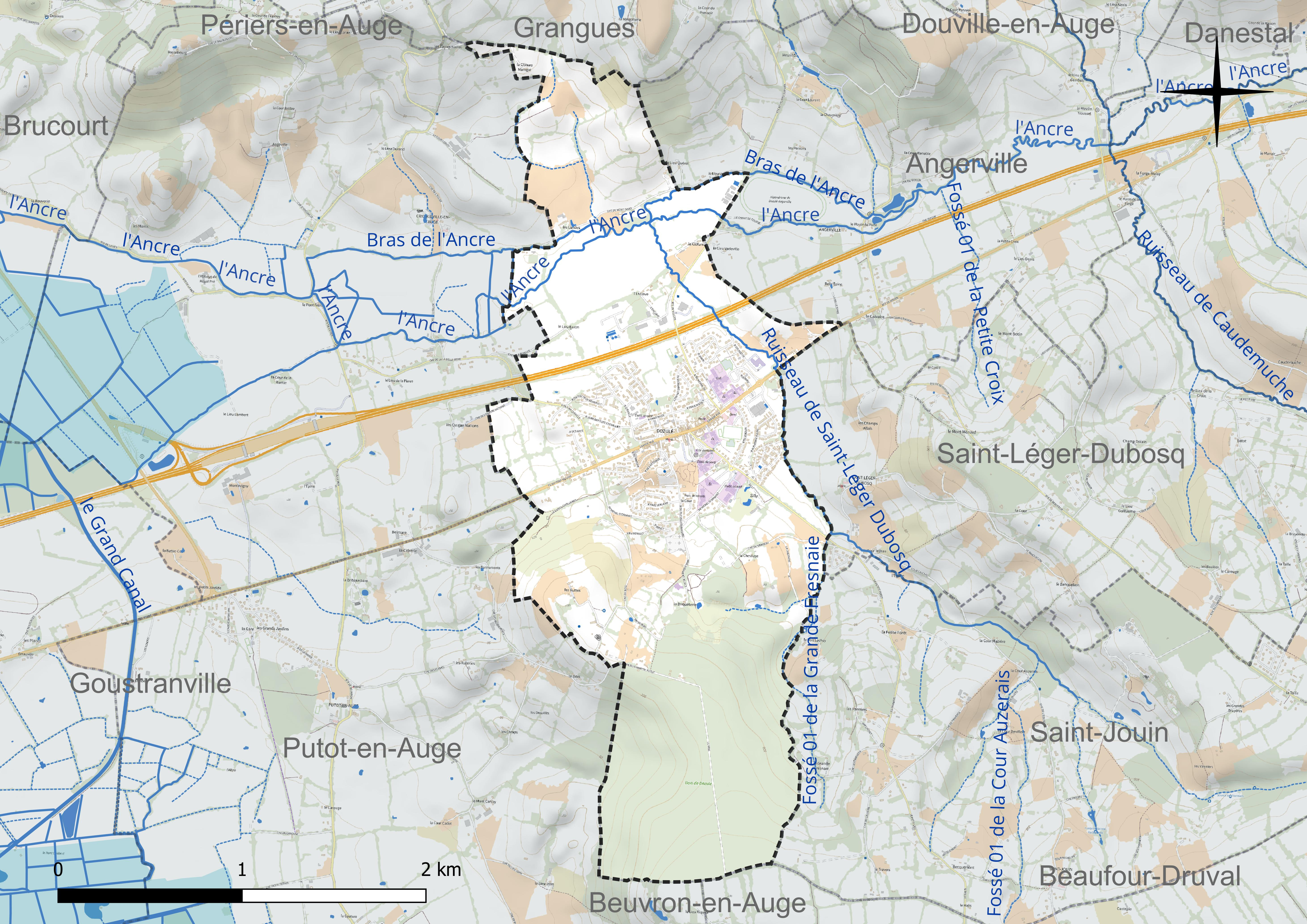
Réseau hydrographique de Dozulé.

### Climat
Pour des articles plus généraux, voir Climat de la Normandie et Climat du Calvados.
En 2010, le climat de la commune est de type climat océanique altéré, selon une étude du CNRS s'appuyant sur une série de données couvrant la période 1971-2000. En 2020, Météo-France publie une typologie des climats de la France métropolitaine dans laquelle la commune est exposée à un climat océanique et est dans la région climatique  Normandie (Cotentin, Orne), caractérisée par une pluviométrie relativement élevée (850 mm/a) et un été frais (15,5 °C) et venté. Parallèlement le GIEC normand, un groupe régional d'experts sur le climat, différencie quant à lui, dans une étude de 2020, trois grands types de climats pour la région Normandie, nuancés à une échelle plus fine par les facteurs géographiques locaux. La commune est, selon ce zonage, exposée à un « climat des plateaux abrités », correspondant à la plaine agricole de Caen à Falaise, sous le vent des collines de Normandie et proche de la mer, se caractérisant par une pluviométrie et des contraintes thermiques modérées.
Pour la période 1971-2000, la température annuelle moyenne est de 10,7 °C, avec  une amplitude thermique annuelle de 12,4 °C. Le cumul annuel moyen de précipitations est de 724 mm, avec 12,3 jours de précipitations en janvier et 7,8 jours en juillet. Pour la période 1991-2020, la température moyenne annuelle observée sur la station météorologique la plus proche, située sur la commune de Sallenelles à 14 km à vol d'oiseau, est de 11,8 °C et le cumul annuel moyen de précipitations est de 735,8 mm,. Pour l'avenir, les paramètres climatiques de la commune estimés pour 2050 selon différents scénarios d'émission de gaz à effet de serre sont consultables sur un site dédié publié par Météo-France en novembre 2022.

## Urbanisme

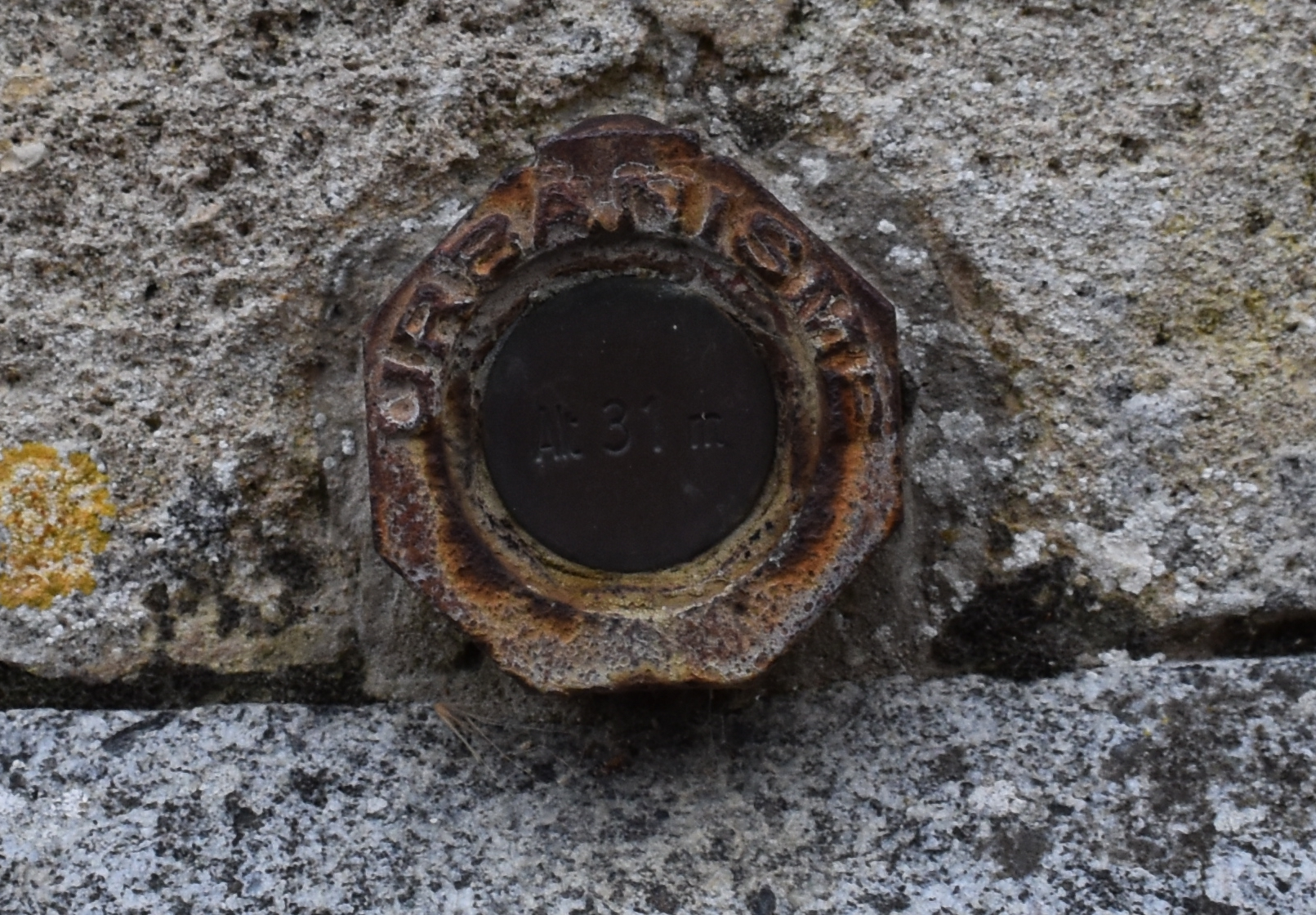
Borne de nivellement sur l'église : altitude 31 m.

### Typologie
Au 1er janvier 2024, Dozulé est catégorisée bourg rural, selon la nouvelle grille communale de densité à 7 niveaux définie par l'Insee en 2022.
Elle appartient à l'unité urbaine de Dozulé, une agglomération intra-départementale dont elle est ville-centre,. Par ailleurs la commune fait partie de l'aire d'attraction de Caen, dont elle est une commune de la couronne,. Cette aire, qui regroupe 296 communes, est catégorisée dans les aires de 200 000 à moins de 700 000 habitants,.

### Occupation des sols
L'occupation des sols de la commune, telle qu'elle ressort de la base de données européenne d'occupation biophysique des sols Corine Land Cover (CLC), est marquée par l'importance des territoires agricoles (50,4 % en 2018), en diminution par rapport à 1990 (58 %). La répartition détaillée en 2018 est la suivante : 
prairies (50,4 %), forêts (25,9 %), zones urbanisées (23,7 %). L'évolution de l'occupation des sols de la commune et de ses infrastructures peut être observée sur les différentes représentations cartographiques du territoire : la carte de Cassini (XVIIIe siècle), la carte d'état-major (1820-1866) et les cartes ou photos aériennes de l'IGN pour la période actuelle (1950 à aujourd'hui).

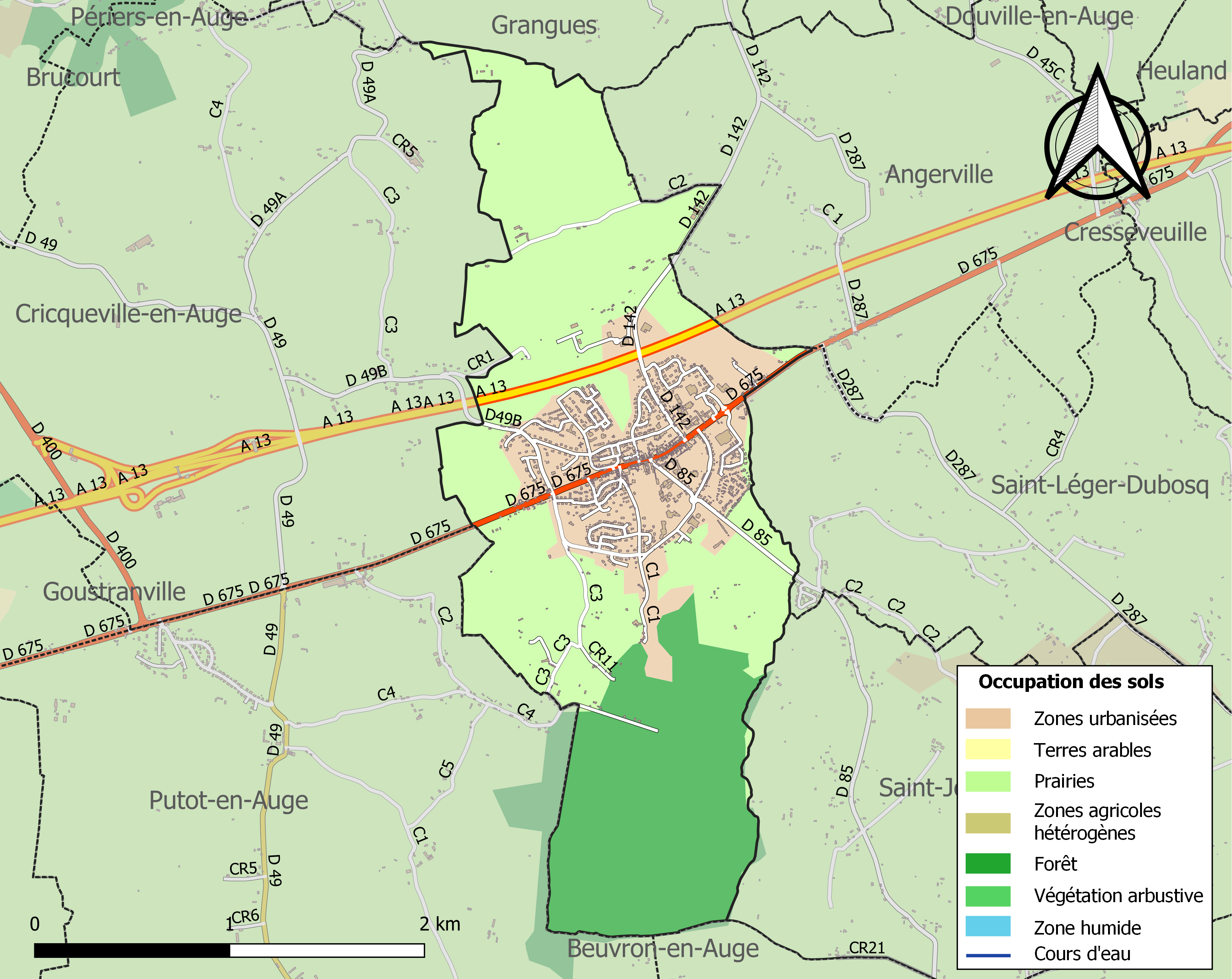
Carte des infrastructures et de l'occupation des sols de la commune en 2018 (CLC).

## Toponymie
Le nom de la localité est attesté sous les formes Cul Uslé et Dorsum Uslatum en 1198.
Selon Albert Dauzat, suivi par René Lepelley, le toponyme est issu du latin dorsum ustulatum qui aurait désigné une « crête brûlée » (pour les essartages),.
Le gentilé est Dozuléen.

## Histoire

### Origines
Selon Jacques Lalubie, le relief des « Hautes Buttes » montre la présence d'un oppidum. De forme circulaire, il est défendu dans trois directions par la pente naturelle du sol et, à l'est, par un fossé et une contrescarpe.
Les Vipart, famille notable de la région de Dozulé après les Silly, ont obtenu le titre de marquis de Silly par lettres de juillet 1665, avec union du Plessis-Esmengard, Saint Jouin et autres fiefs. Ils édifient alors un  imposant château sur un terrain situé le long de la route de Cambremer à la sortie de Dozulé. Cet édifice entouré d'eau possédait quatre tours et de nombreuses dépendances dont la ferme de Silly. Aujourd'hui ce château a complètement disparu, mais on peut encore observer le mamelon entouré de douves sur lequel s'élevait cette construction. Plusieurs beaux bâtiments à colombages de la ferme de Silly témoignent encore de ce passé. Les Vipart étaient probablement originaires de Manerbe.
Dozulé reste longtemps un bourg sans importance jusqu'à la Révolution. Cette dernière œuvre pour la création d'un axe routier (nationale 175) entre Caen et Rouen. Cet axe passe à proximité de Dozulé où l'on voit là l'opportunité de s'étendre. Le centre se déplace donc autour de la route et le village triple sa population de par le commerce et l'industrie. Dozulé devient sous Louis-Philippe chef-lieu de canton au détriment de Dives-sur-Mer.

### Seconde Guerre mondiale
Le 20 août 1944. Dozulé brûle à la suite des combats qui s'y passent entre les Alliés et Allemands. Le village est libéré le lendemain.

### Apparitions
Une habitante de la commune, Madeleine Aumont, affirme avoir vécu du 28 mars 1972 au 6 août 1982 des apparitions du Christ sur la Haute Butte de Dozulé. À la demande du prêtre de l'époque, l'abbé L'Horset, elle a transcrit ces visions dans des cahiers. Depuis, des pèlerins venus de toute l'Europe se recueillent régulièrement sur les lieux, où une croix est en projet, appelée communément La Croix glorieuse.
Cependant, le 24 juin 1985, Jean Badré, évêque de Bayeux et Lisieux, avait déclaré ne pas reconnaître comme sanctuaire le domaine de Dozulé.
Par lettre du 25 octobre 1985 à Jean Badré, le cardinal Joseph Ratzinger, préfet de la congrégation pour la Doctrine de la Foi, avait expressément approuvé la procédure que l'Ordinaire de Bayeux et Lisieux avait suivi ainsi que les dispositions qu'il avait prises en faisant référence à sa propre responsabilité pastorale.
Cette position est constamment rappelée par l'évêque de Bayeux et Lisieux : « À côté des appels à la conversion, à la confiance envers la Croix glorieuse et à la dévotion eucharistique, les écrits publiés contiennent des accents et des exigences tout à fait inacceptables ».
À la suite des déclarations [de qui ?] faites le 29 mai 2011 lors de la messe en l'église de Dozulé, le nouvel évêque de Bayeux-Lisieux, Jean-Claude Boulanger, a confié à Mme Marie Hélène Mazot la mission d'accueillir au nom de la paroisse les pèlerins se rendant sur la butte de Dozulé faisant d'elle le lien avec l'Église pour renseigner les visiteurs de "la butte" sur la position de l'Eglise.
Une association référencée Association catholique de Dozulé gère le site et accueille les visiteurs.
Par contre, seul le site Internet des Amis de la Croix glorieuse fait référence à ces déclarations [lesquelles ?].
Cette autre association est référencée comme secte par la MIVILUDES, ainsi que par de nombreux autres organismes et associations contre les dérives sectaires,.

## Politique et administration
| Période                                  | Période                       | Identité              | Étiquette | Qualité |
| ---------------------------------------- | ----------------------------- | --------------------- | --------- | --- |
| Les données manquantes sont à compléter. |                               |                       |           | |
| ?                                        | ?                             | Louis Legrand         |           | Ancien notaire Conseiller général de Dozulé (1852 → 1861) |
| Les données manquantes sont à compléter. |                               |                       |           | |
| ca. 1920                                 | ?                             | René Couraye          |           | |
| avant 1948                               | mai 1953                      | Jean Depaquit         |           | Notaire |
| mai 1953                                 | septembre 1961 (démission)    | André Plante          |           | |
| septembre 1961                           | mars 1965                     | M. Coûtant            |           | |
| mars 1965                                | mars 1989                     | Michel Buffet         | UDF-PR    | Greffier en chef honoraire Président du Sivom de la région de Dozulé Réélu en 1971, 1977 et 1983 |
| mars 1989                                | juin 1995                     | Jacques Vauvarin      |           | Agriculteur |
| juin 1995                                | mars 2001                     | Jacques Masson        |           | Inspecteur central du Trésor retraité |
| mars 2001                                | mars 2008                     | Jean-Pierre Caldairou | UMP       | Retraité |
| mars 2008                                | En cours (au 13 octobre 2023) | Sophie Gaugain        | UMP-LR    | Attachée ministérielle Conseillère régionale de Basse-Normandie (2010 → 2015) Conseillère régionale de Normandie (2015 → ) 1re vice-présidente de la région Normandie (2015 → 2016) 2e vice-présidente de la CC Normandie-Cabourg-Pays d'Auge |

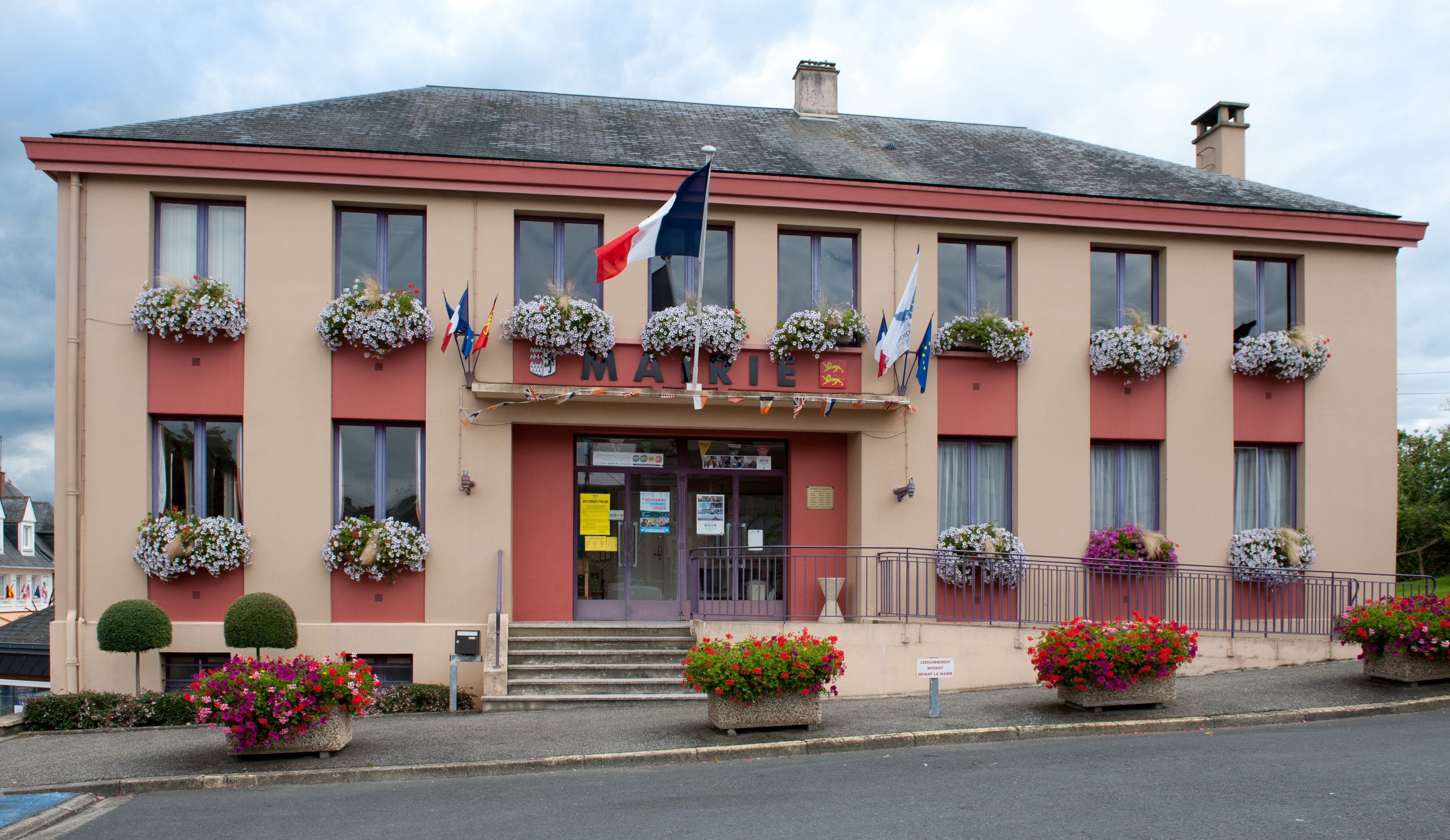
La mairie.

Le conseil municipal est composé de dix-neuf membres dont le maire et cinq adjoints.

## Démographie
L'évolution du nombre d'habitants est connue à travers les recensements de la population effectués dans la commune depuis 1793. Pour les communes de moins de 10 000 habitants, une enquête de recensement portant sur toute la population est réalisée tous les cinq ans, les populations de référence des années intermédiaires étant quant à elles estimées par interpolation ou extrapolation. Pour la commune, le premier recensement exhaustif entrant dans le cadre du nouveau dispositif a été réalisé en 2008.
En 2022, la commune comptait 2 279 habitants, en évolution de −0,18 % par rapport à 2016 (Calvados : +1,58 %, France hors Mayotte : +2,11 %).
| 1793 | 1800 | 1806 | 1821 | 1831 | 1836 | 1841 | 1846  | 1851  |
| ---- | ---- | ---- | ---- | ---- | ---- | ---- | ----- | ----- |
| 356  | 280  | 276  | 465  | 729  | 807  | 913  | 1 001 | 1 004 |

| 1856 | 1861 | 1866 | 1872 | 1876 | 1881 | 1886 | 1891 | 1896 |
| ---- | ---- | ---- | ---- | ---- | ---- | ---- | ---- | ---- |
| 929  | 960  | 900  | 848  | 834  | 924  | 906  | 867  | 906  |

| 1901 | 1906 | 1911 | 1921 | 1926 | 1931 | 1936 | 1946 | 1954 |
| ---- | ---- | ---- | ---- | ---- | ---- | ---- | ---- | ---- |
| 917  | 879  | 834  | 811  | 845  | 881  | 854  | 891  | 901  |

| 1962 | 1968 | 1975  | 1982  | 1990  | 1999  | 2006  | 2008  | 2013  |
| ---- | ---- | ----- | ----- | ----- | ----- | ----- | ----- | ----- |
| 934  | 984  | 1 279 | 1 407 | 1 515 | 1 615 | 1 837 | 1 899 | 2 073 |

| 2018  | 2022  | - | - | - | - | - | - | - |
| ----- | ----- | - | - | - | - | - | - | - |
| 2 284 | 2 279 | - | - | - | - | - | - | - |

## Services
La communauté de communes du Pays d'Auge dozuléen (COPADOZ) est chargée de la gestion, à Dozulé, de l'école maternelle Françoise-Dolto, les deux écoles élémentaires (l'une de CP au CE1 et l'autre du CE2 au CM2), le restaurant scolaire, la garderie du matin et l'étude du soir ainsi que le transport scolaire. Les élèves poursuivent les études au collège Louis-Pergaud de Dozulé ou au collège Paul-Éluard de Dives-sur-Mer. Il existe aussi une école maternelle et primaire privée Saint-Joseph à Dozulé.

## Économie
- Les éditions du Chameau ont leur siège à Dozulé.

## Culture locale et patrimoine

### Lieux et monuments
- L'église, du XIXe siècle, s'appelle Notre-Dame du Plessis Esmangard. Elle n'a pu, à l'époque, être achevée (notamment le clocher), faute de moyens. Dans les années 1990, elle a été restaurée, finissant ainsi l'œuvre (pose d'une statue de la Vierge à l'Enfant au-dessus du porche d'entrée). L'ancienne église paroissiale de Dozulé était à l'origine la chapelle du château de Silly. Elle était située loin du bourg actuel à l'endroit où se trouve maintenant une petite chapelle dans le cimetière. En 1832, les habitants décidèrent que cette chapelle, prête à tomber en ruine, était trop petite pour accueillir toute la population (près de 900 âmes) et qu'elle se trouvait trop loin du bourg (environ 1,5 kilomètre). Il fut décidé d'utiliser tous les matériaux provenant de l'ancienne église et de lancer une souscription. Une demande fut faite au roi, Louis-Philippe en 1834 pour avoir des fonds avant de commencer les travaux. Celle-ci fut refusée. L'abbé Durand, le curé de l'époque, encouragea donc ses ouailles à mettre la main à la poche et leur montra l'exemple en versant 1 000 francs. Il en fallait 10 000, il en récolta 20 000. Plus tard, il ramassa encore 64 000 francs. Les travaux furent décidés en 1841 et la pose de la première pierre eut lieu en 1843. La dernière messe dans la vieille église eut lieu en 1846.
- Ferme pédagogique du Lieu-Roussel[50] à Douville-en-Auge.
- Lavoir.

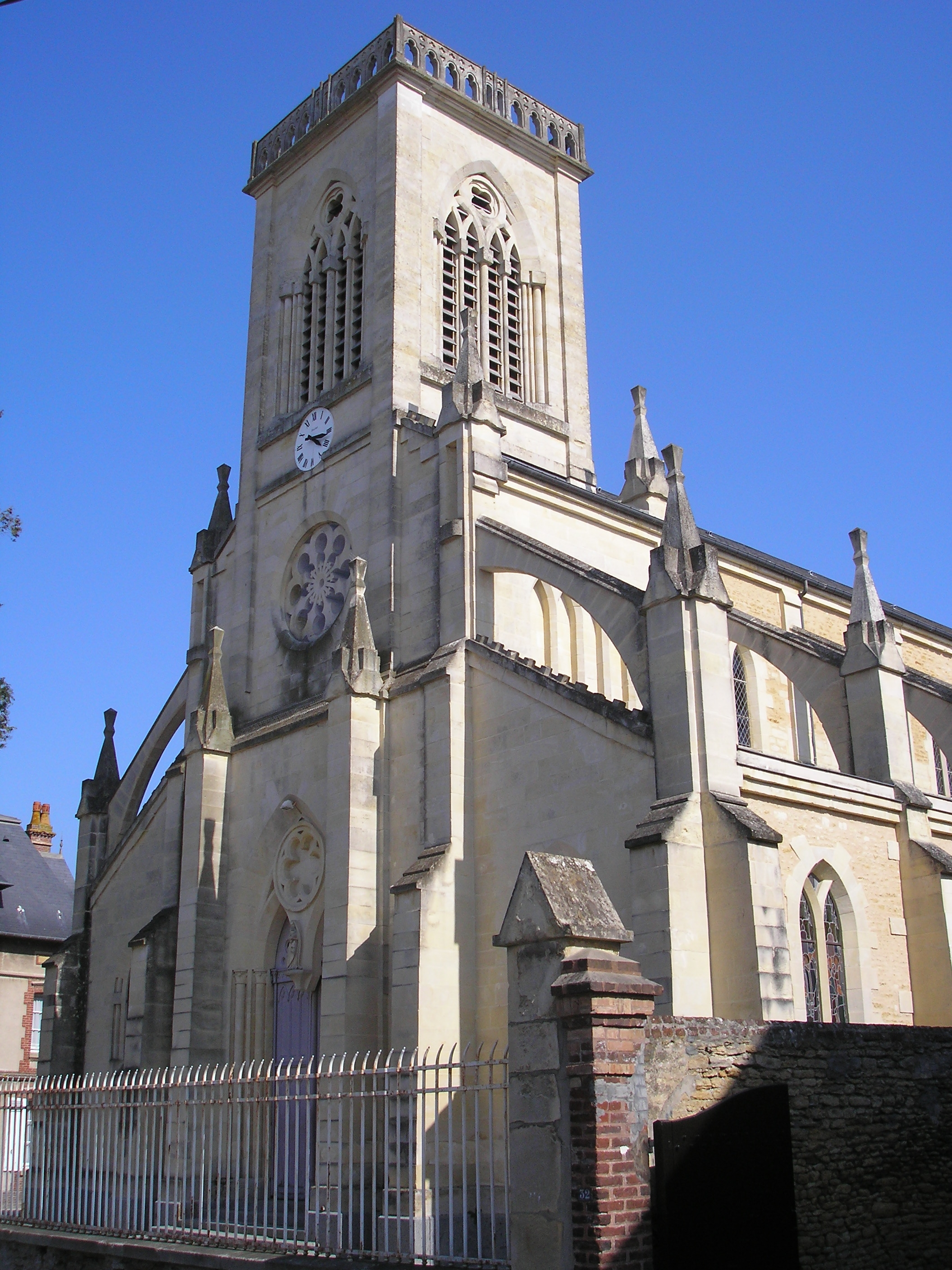
L'église Notre-Dame.
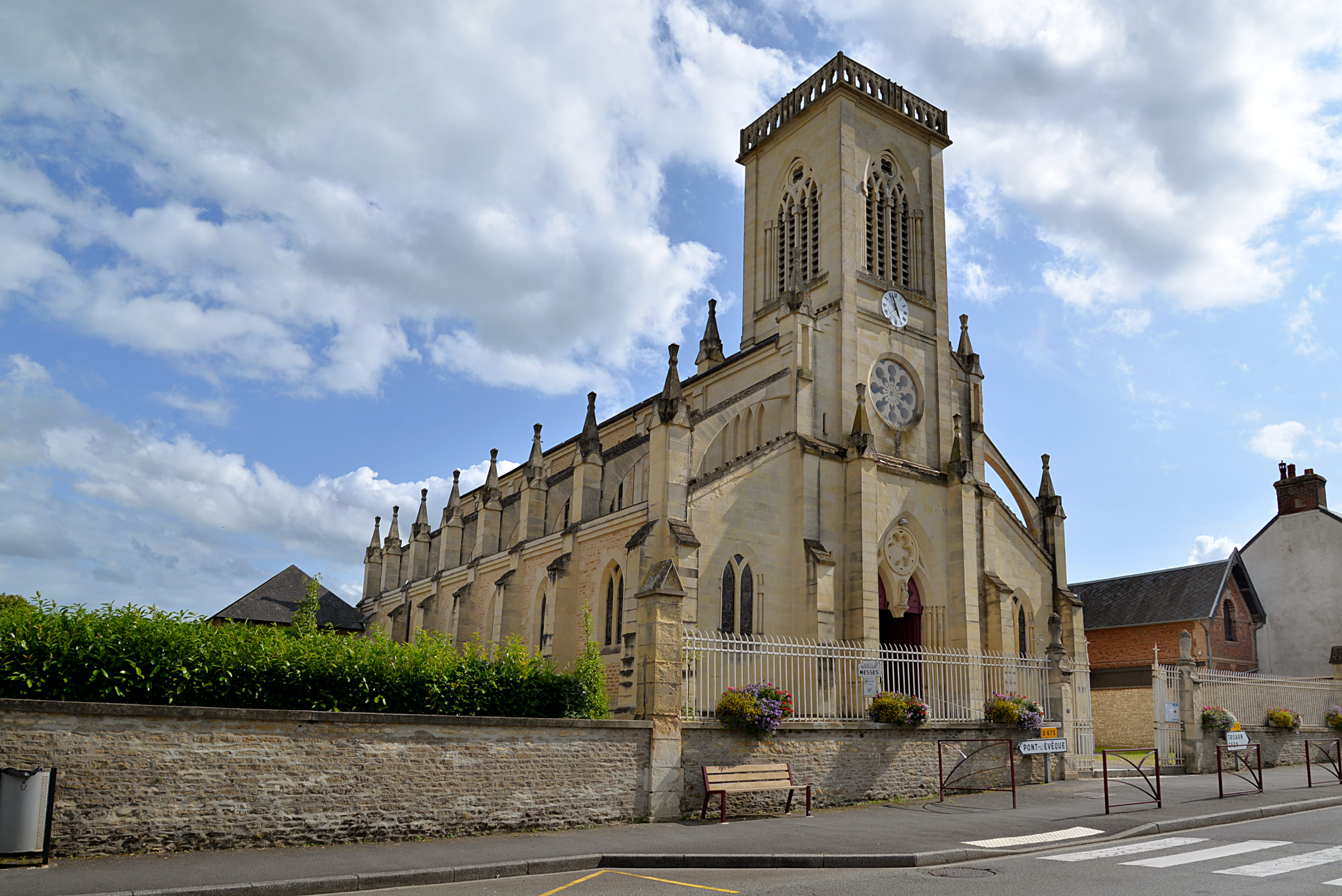
L'église Notre-Dame.
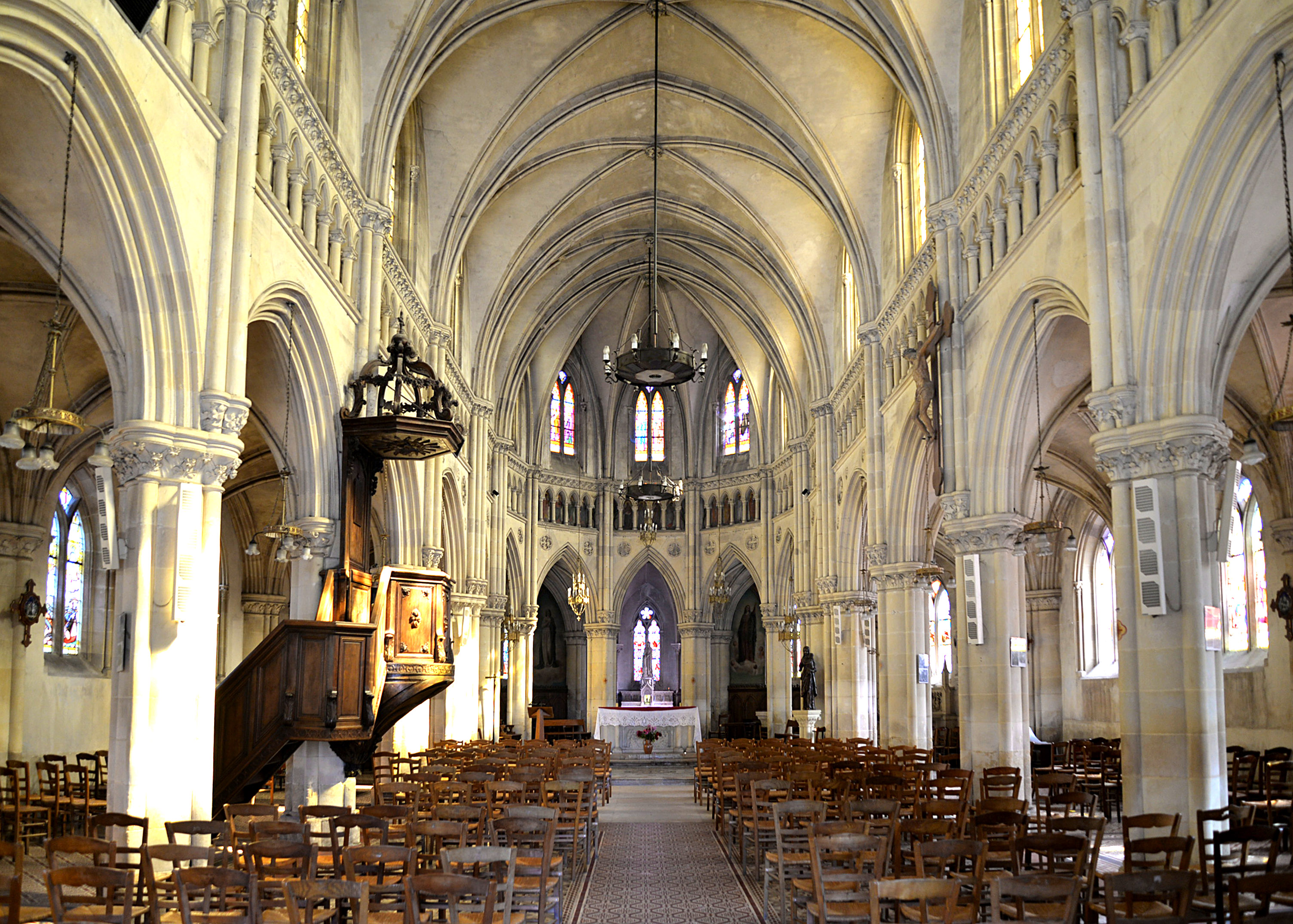
La nef de l'église Notre-Dame.
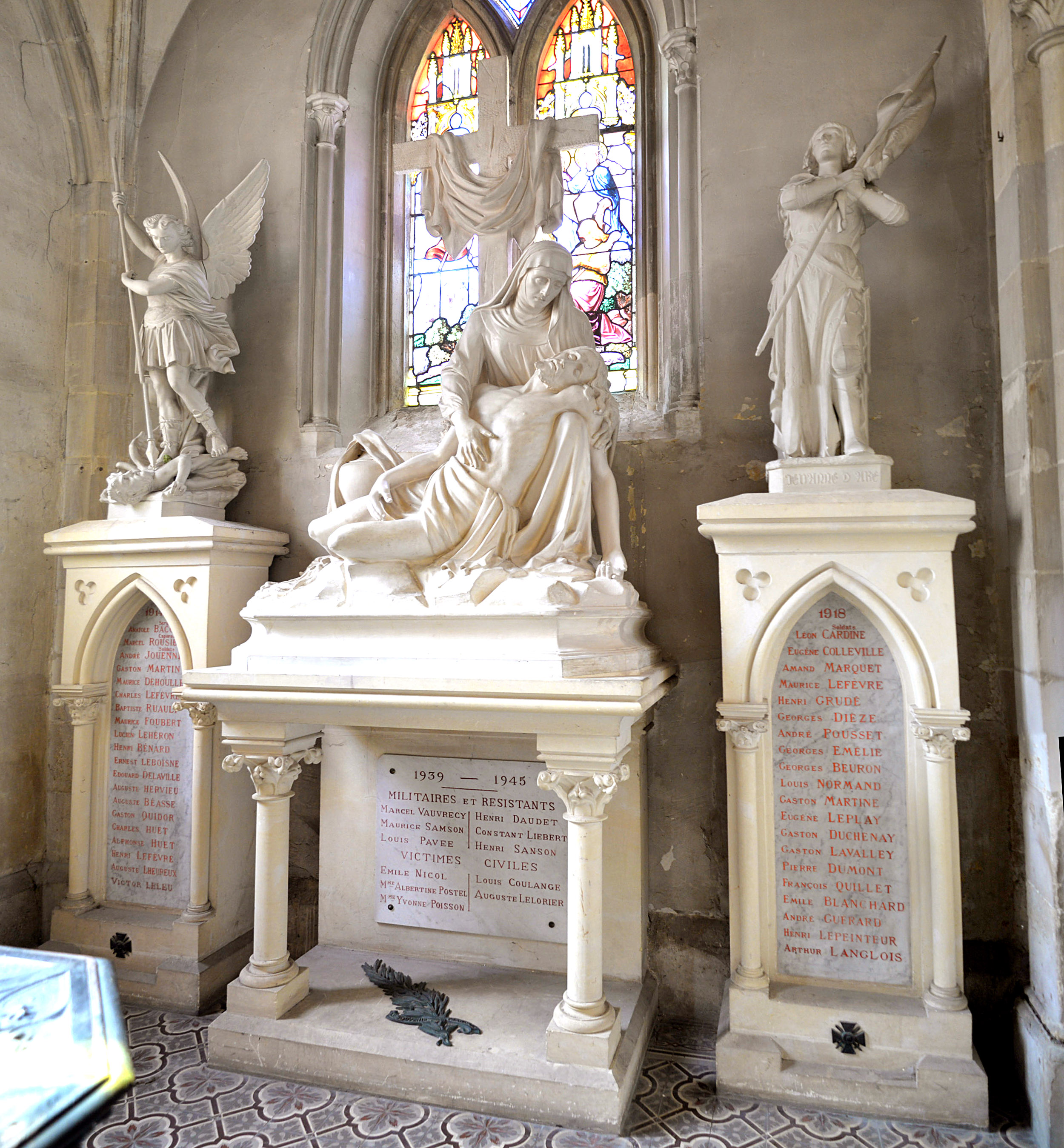
Monument commémoratif dans l'église Notre-Dame.

### Activité, labels et manifestations

#### Labels
La commune est une ville fleurie (une fleur) au concours des villes et villages fleuris.

#### Sports
Le Dozulé Football Club fait évoluer une équipe de football en ligue de Basse-Normandie et une deuxième en division de district.

#### Manifestations
Dozul' en mai, fête communale. La fête de la pomme a lieu en octobre.

#### Jumelages
- Leonard Stanley (Royaume-Uni) depuis 1970.
- Zell am Main (Allemagne) depuis 1993.

### Personnalités liées à la commune
- Dominique Marcas (1920 à Dozulé - 2022), actrice de théâtre et de cinéma. Née Perrigault, elle descendait de la famille Bisson, boulangers à Dozulé[réf. nécessaire].

### Héraldique
| Armes de Dozulé | Les armes de la commune de Dozulé se blasonnent ainsi : Parti : au 1er d'hermine à la fasce vivrée de gueules surmontée de trois tourteaux du même rangés en chef, au 2e d'argent au lion de sable armé et lampassé de gueules. Armes parties des Silly et des Vipart, marquis de Silly. |